# Кирил Котев
Кирил Котєв (болг. Кирил Котев, нар. 18 квітня 1982, Софія) — болгарський футболіст, що грав на позиції захисника.
Виступав, зокрема, за клуб ЦСКА (Софія), а також національну збірну Болгарії.
Дворазовий чемпіон Болгарії. Володар Кубка Болгарії. Триразовий володар Суперкубка Болгарії.

## Клубна кар'єра
У дорослому футболі дебютував 1998 року виступами за команду «Вельбажд», у якій провів три сезони, взявши участь в одному матчі чемпіонату. 
Згодом з 2001 по 2005 рік грав у складі команд «Видима-Раковскі» та «Локомотив» (Пловдив).
Своєю грою за останню команду привернув увагу представників тренерського штабу клубу ЦСКА (Софія), до складу якого приєднався 2005 року. Відіграв за армійців з Софії наступні п'ять сезонів своєї ігрової кар'єри. За цей час виборов титул чемпіона Болгарії.
Протягом 2010—2015 років захищав кольори клубів «Локомотив» (Пловдив), «Далянь Аербін», «Локомотив» (Пловдив) та «Черно море».
Завершив ігрову кар'єру у команді «Локомотив» (Пловдив), у складі якої вже виступав раніше. Повернувся до неї 2015 року, захищав її кольори до припинення виступів на професійному рівні у 2017 році.

## Виступи за збірну
У 2004 році дебютував в офіційних матчах у складі національної збірної Болгарії.
У складі збірної був учасником чемпіонату Європи 2004 року у Португалії.
Загалом протягом кар'єри в національній команді, яка тривала 6 років, провів у її формі 13 матчів.

## Титули і досягнення
- Чемпіон Болгарії (2):

«Локомотив» (Пловдив): 2003-2004
ЦСКА (Софія): 2007-2008
- Володар Кубка Болгарії (1):

ЦСКА (Софія): 2005-2006
- Володар Суперкубка Болгарії (3):

«Локомотив» (Пловдив): 2004
ЦСКА (Софія): 2006, 2008